# Transports de l'agglomération grenobloise
Ne doit pas être confondu avec M TAG, l'exploitant, et M réso pour le réseau actuel.
 (mai 2022).
Transports de l'agglomération grenobloise (TAG) était la marque commerciale du réseau de transport en commun de la métropole de Grenoble.
Le réseau desservait les 49 communes de la métropole, soit environ 440 000 habitants sur 541 km2. Il  appartenait au SMMAG, l'autorité organisatrice de Grenoble-Alpes Métropole depuis 1973, et était exploité dans sa quasi-totalité par M TAG (société publique locale) dans le cadre d'un contrat d'obligation de service public (COSP) depuis le 1er janvier 2022. Cependant, certaines lignes étaient exploitées par d'autres transporteurs comme Keolis Porte des Alpes/Grindler, Perraud, Faure Vercors, SNGA, Philibert, Transdev Dauphiné et VFD.
Depuis le 2 septembre 2024, le réseau à disparu au profit de M réso, à la suite d'une fusion de la M TAG et M TouGo, le réseau du Gresivaudan

## Le réseau
Au 1er septembre 2024, le réseau M TAG, comprend en :
- mode ferroviaire : 5 lignes de tramway et 8 gares TER ;
- mode routier : 45 lignes de bus dites régulières, réparties en 7 lignes Chrono, 12 lignes Proximo, 26 lignes Flexo. Le réseau était complété par plus de 80 lignes scolaires (écoles, collèges et lycées).

En plus d’un réseau accessible, un service à la demande, dénommé "Flexo +", avais été mis en place à destination des personnes à mobilité réduite.

### Tramway

Carte du réseau tramway de Grenoble

Grenoble a connu entre 1897 et 1952, un premier réseau de tramway électrique exploitée par la Société grenobloise de tramways électriques, société qui laissera sa place à la Sémitag à partir du 1er janvier 1975 à la suite de la création du SMTC deux ans auparavant. Le tramway « moderne » circule quant à lui depuis 1987, année de l'ouverture de la ligne A. Depuis le réseau ne cesse de s'étendre et compte cinq lignes depuis le 28 juin 2014. Il y a 103 tramways.

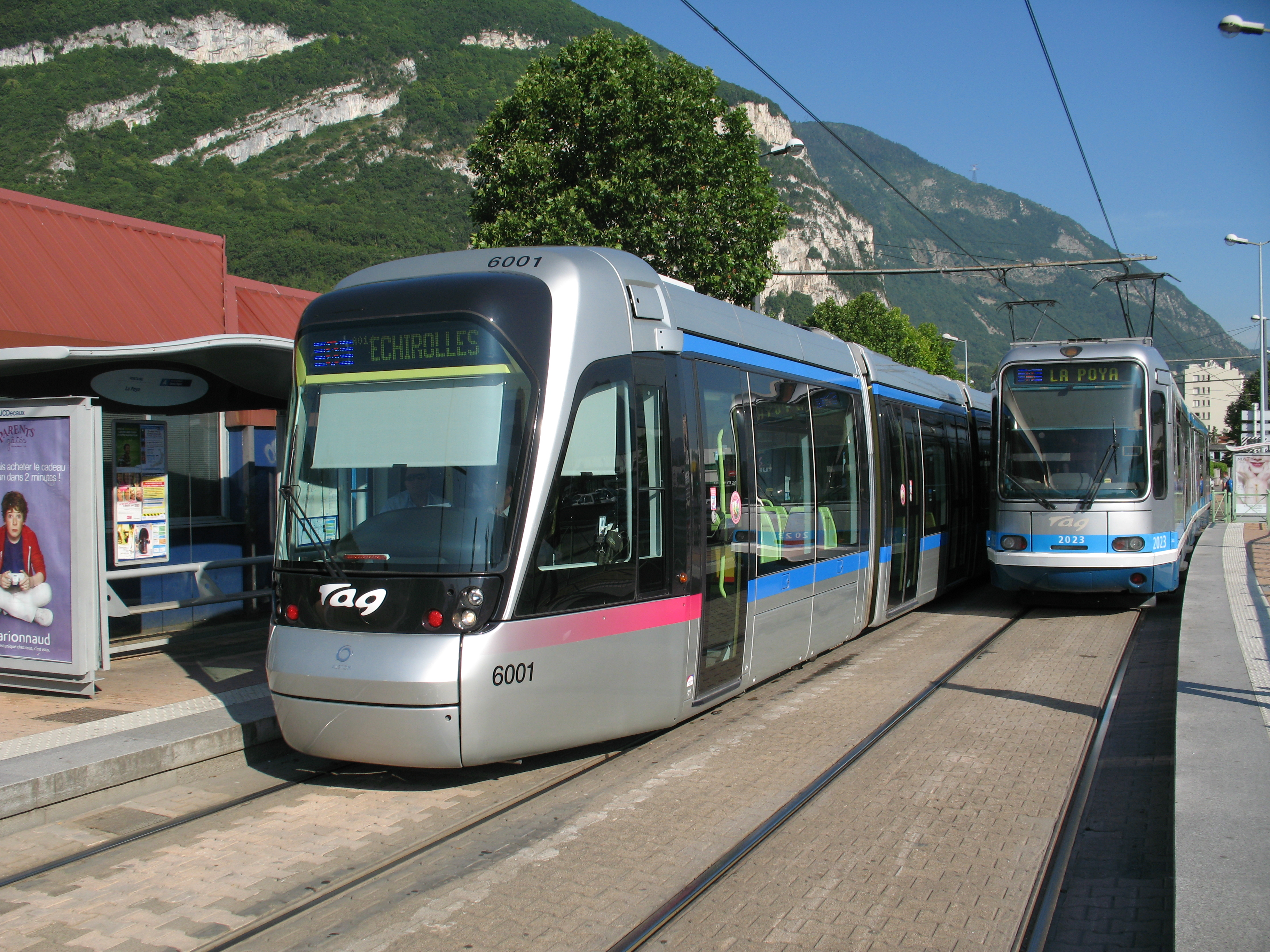
Une rame Citadis 402 et une rame TFS au terminus La Poya de la ligne A.
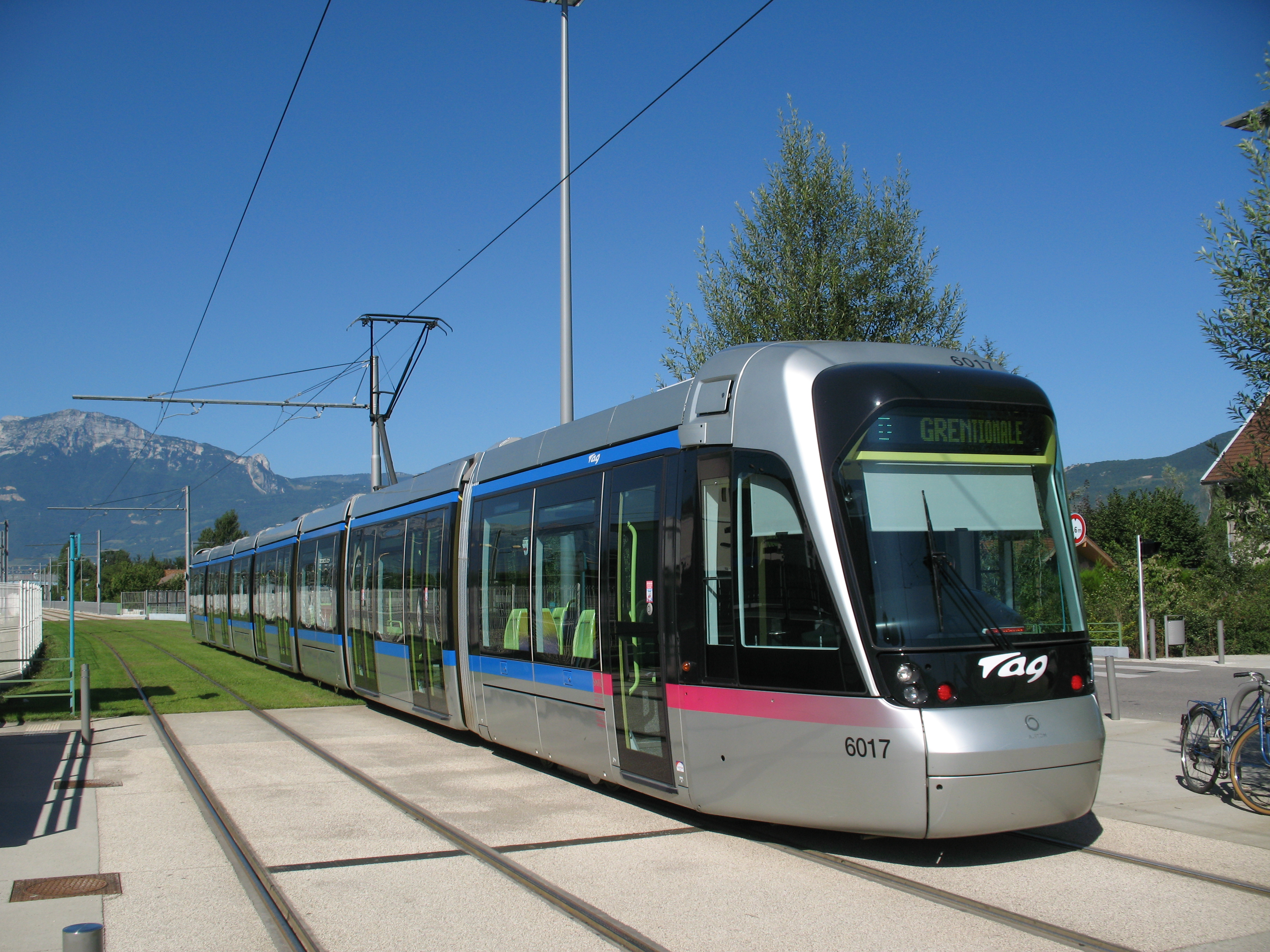
Une rame Citadis 402 à Gières Gare Universités sur la ligne B.
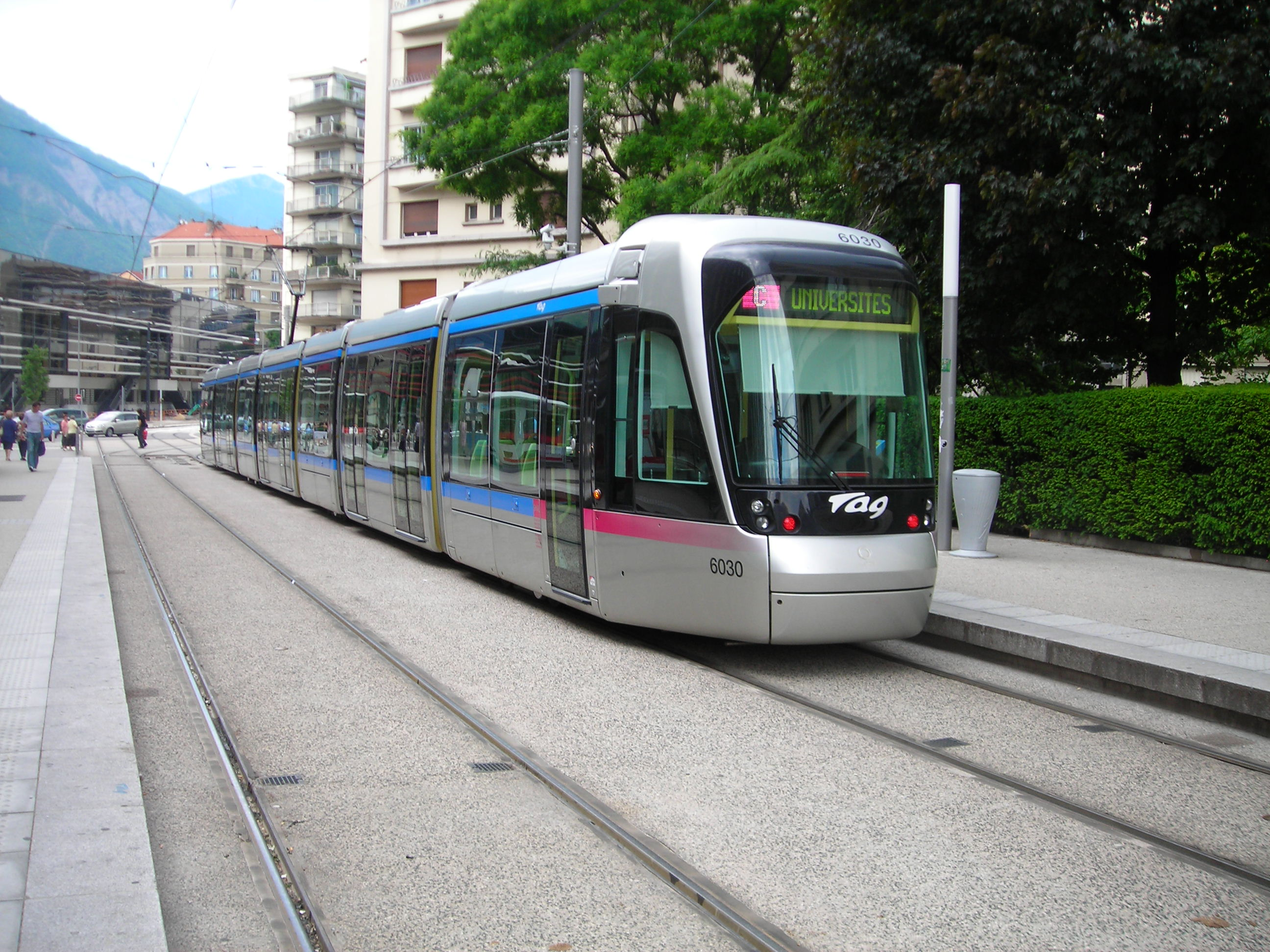
Une rame Alstom Citadis 402 à Chavant sur la ligne C.
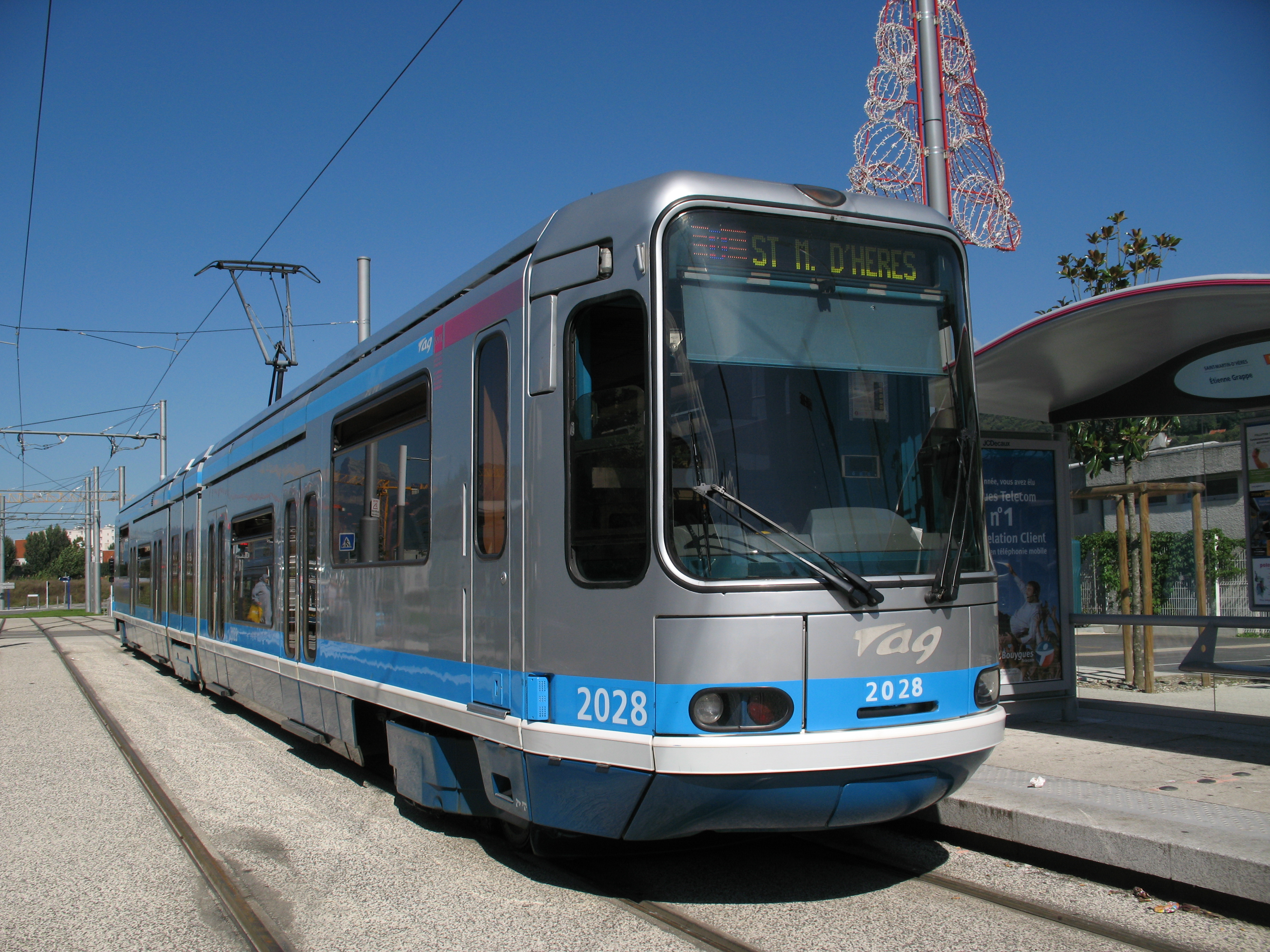
Une rame TFS au terminus Etienne Grappe de la ligne D.
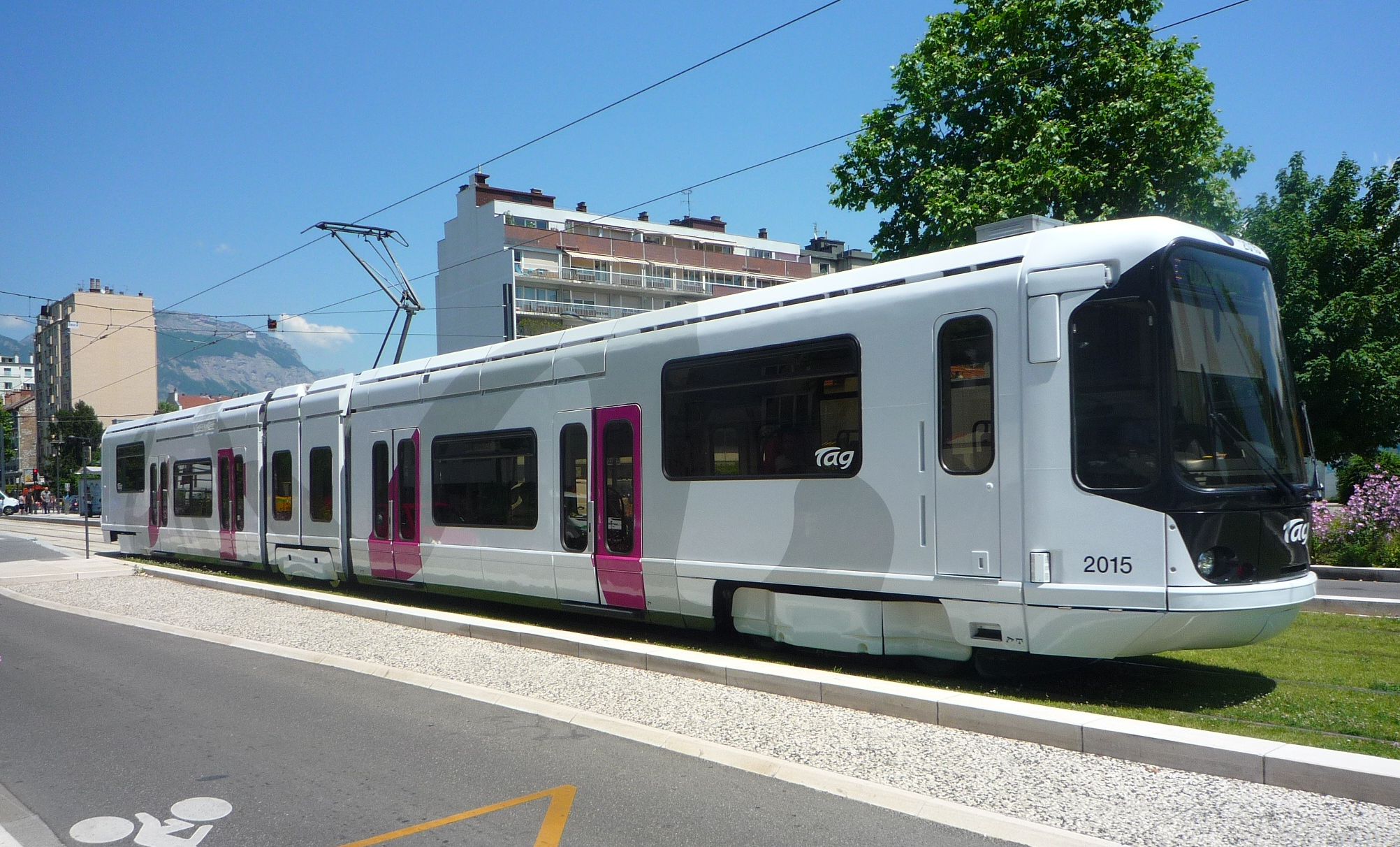
Une rame TFS rénovée sur le cours de la Libération-et-du-Général-de-Gaulle à Grenoble sur la ligne E.

### Bus
En plus des lignes de tramway, M TAG et ses sous-traitants exploitaient les 46 lignes de bus ainsi que de nombreuses lignes scolaires. Le 1er septembre 2014, le réseau avait été entièrement restructuré et réorganisé de façon hiérarchisé et lisible afin de mieux desservir la métropole. Il y a 236 bus (51 bus diesel, 122 bus GNV, 56 bus hybrides, 7 bus électriques).

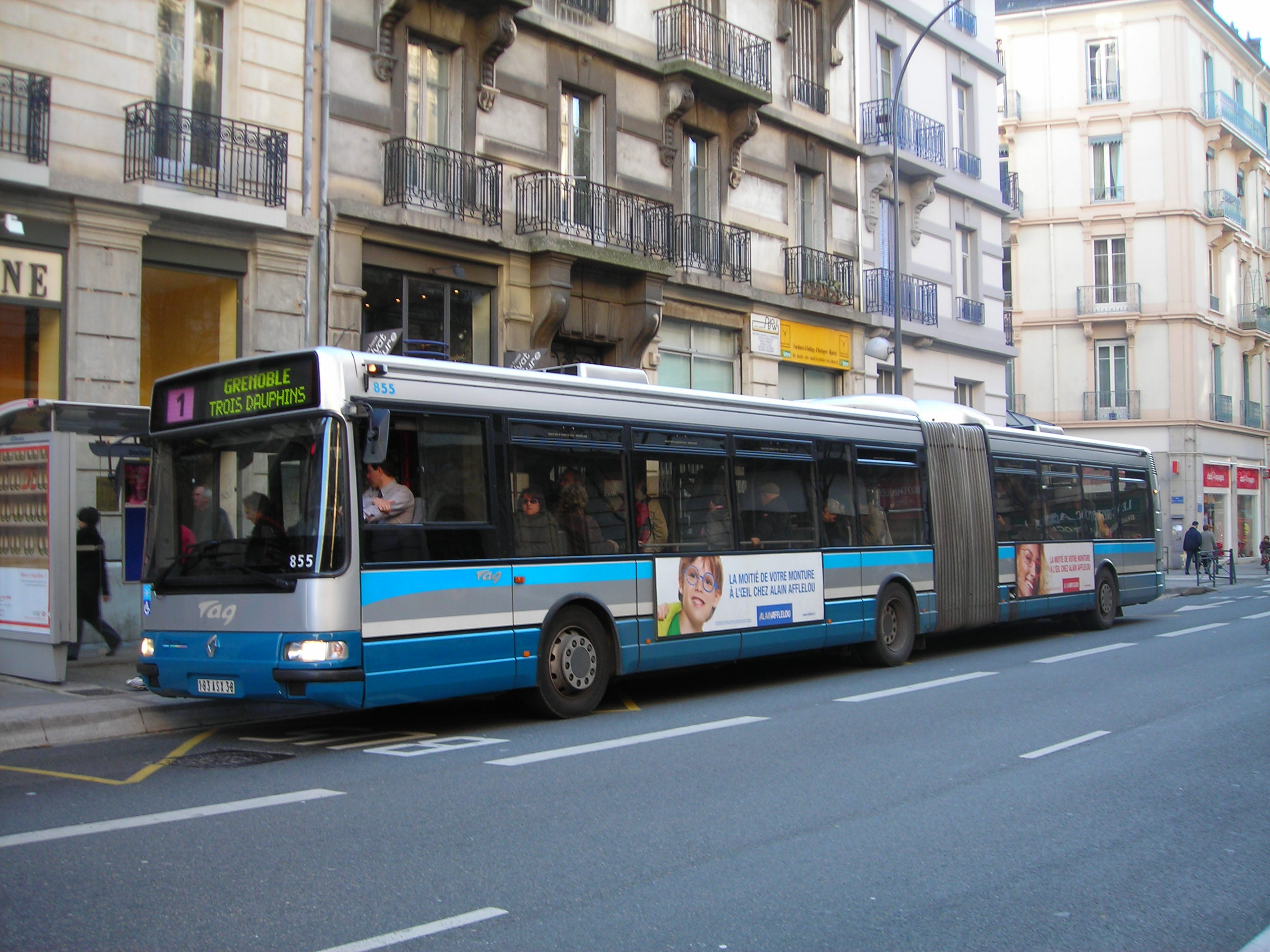
Un Renault Agora L.
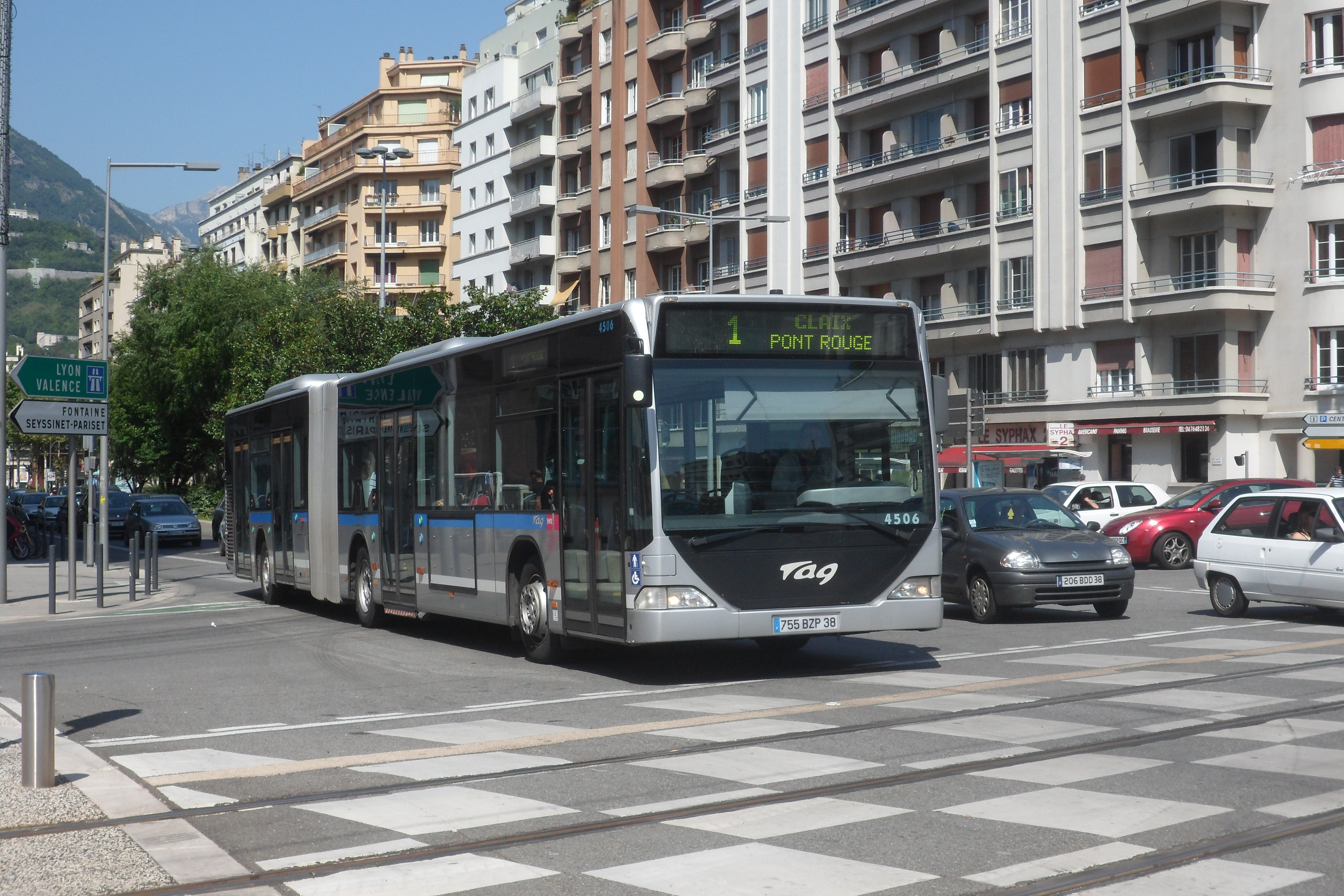
Un Mercedes-Benz Citaro G C1.
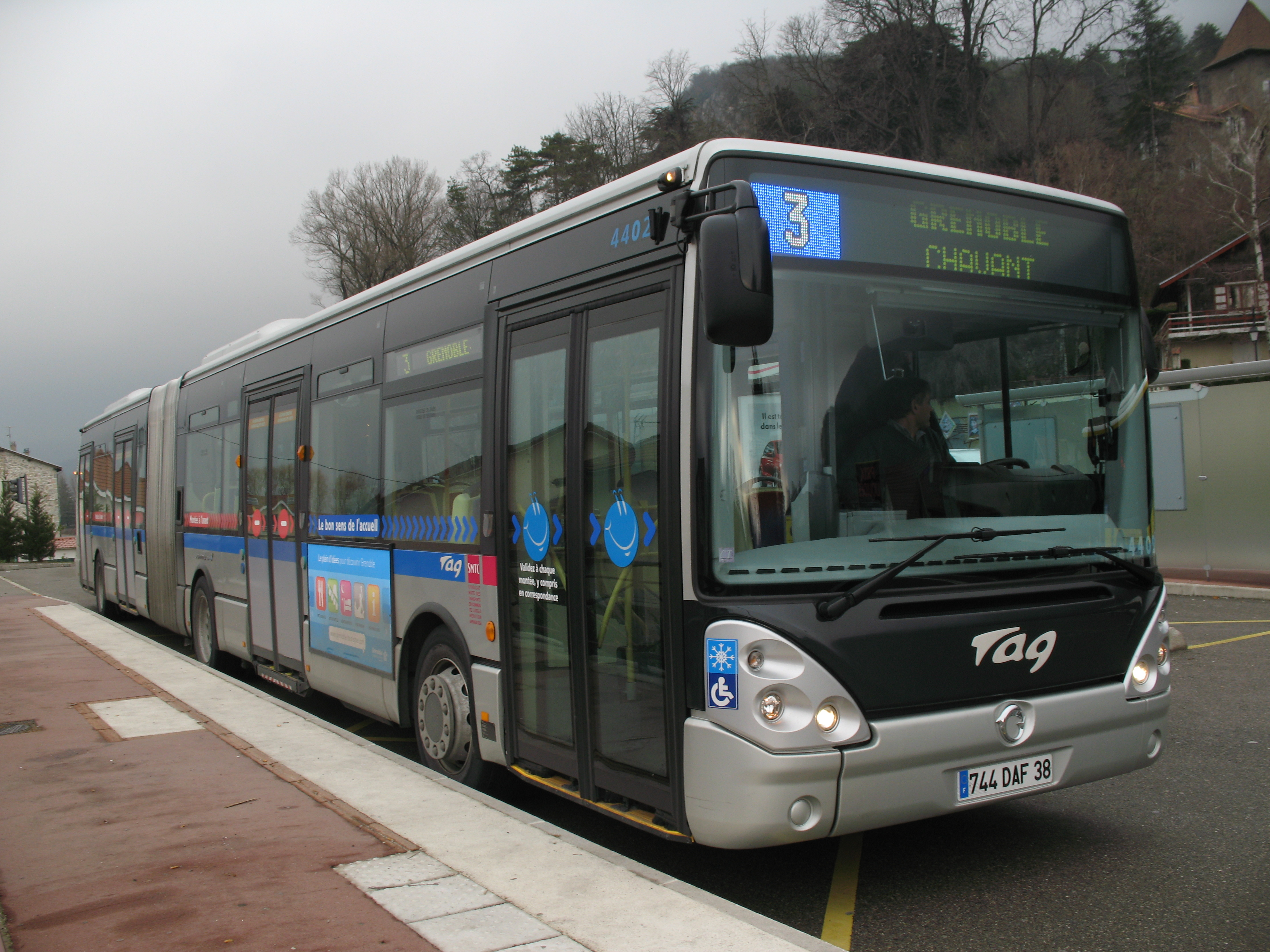
Un Irisbus Citelis 18.
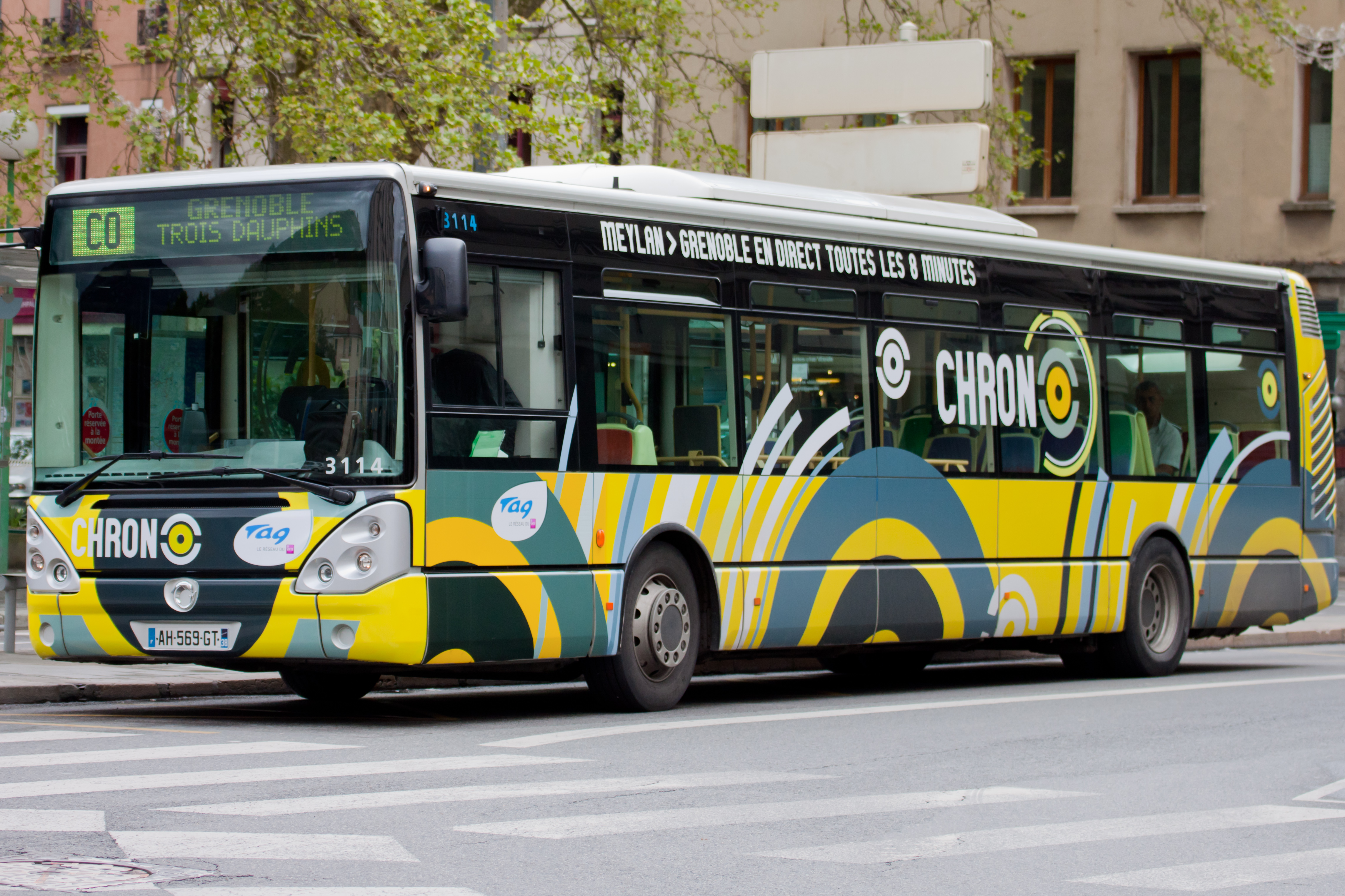
Un Irisbus Citelis 12.
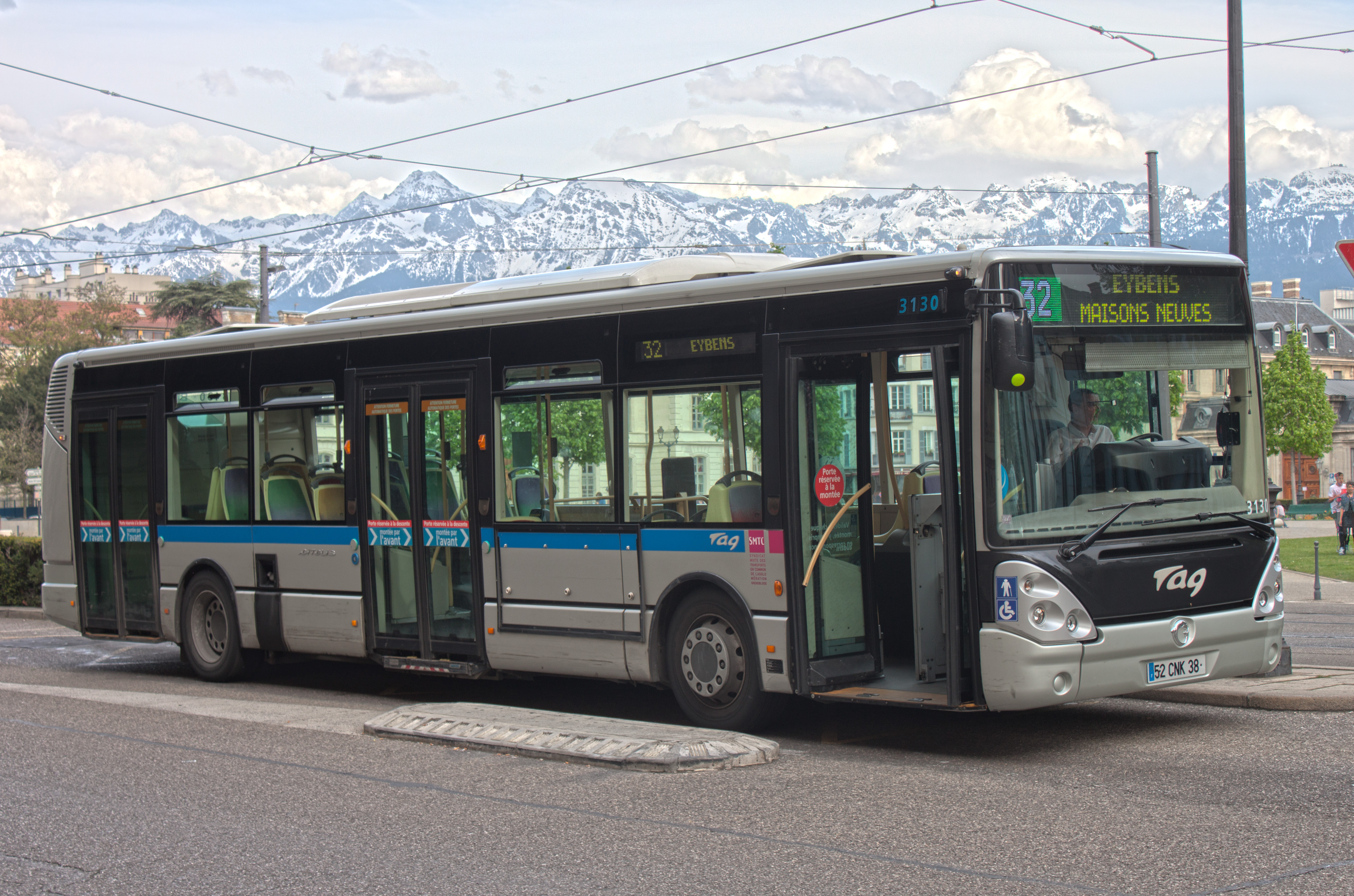
Un Irisbus Citelis 12.
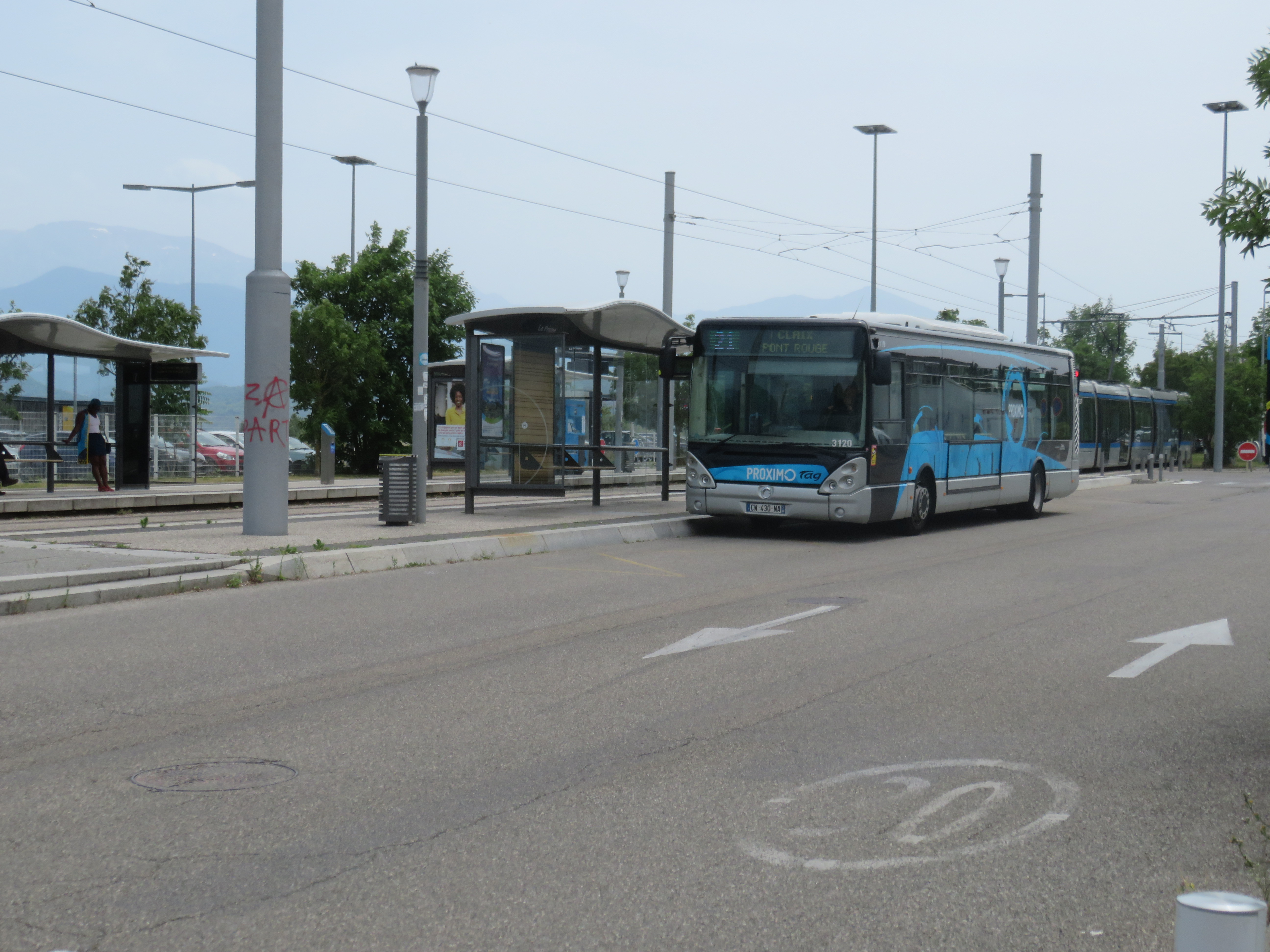
Un Irisbus Citelis 12 sur la ligne 21.
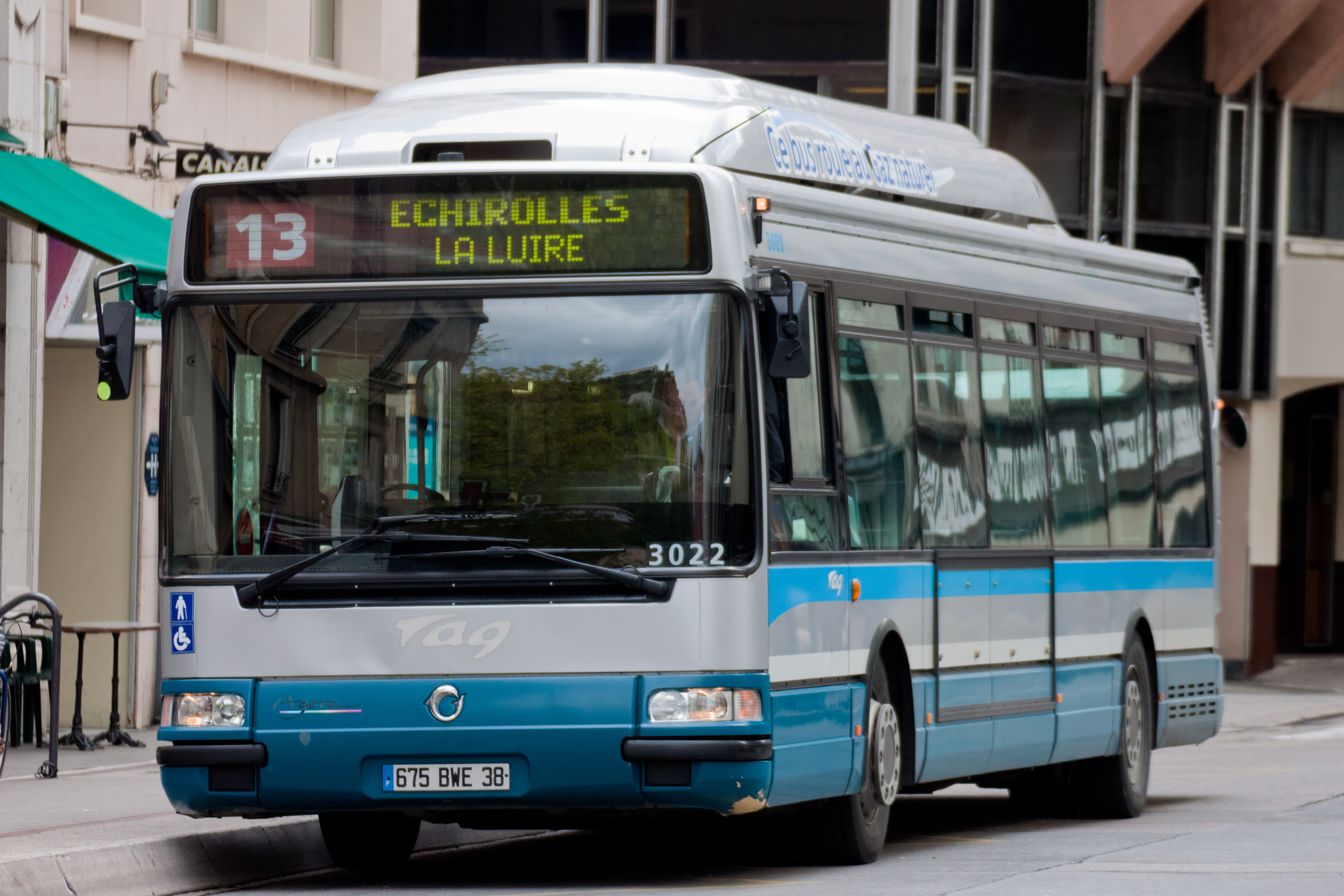
Un Irisbus Agora S GNV.
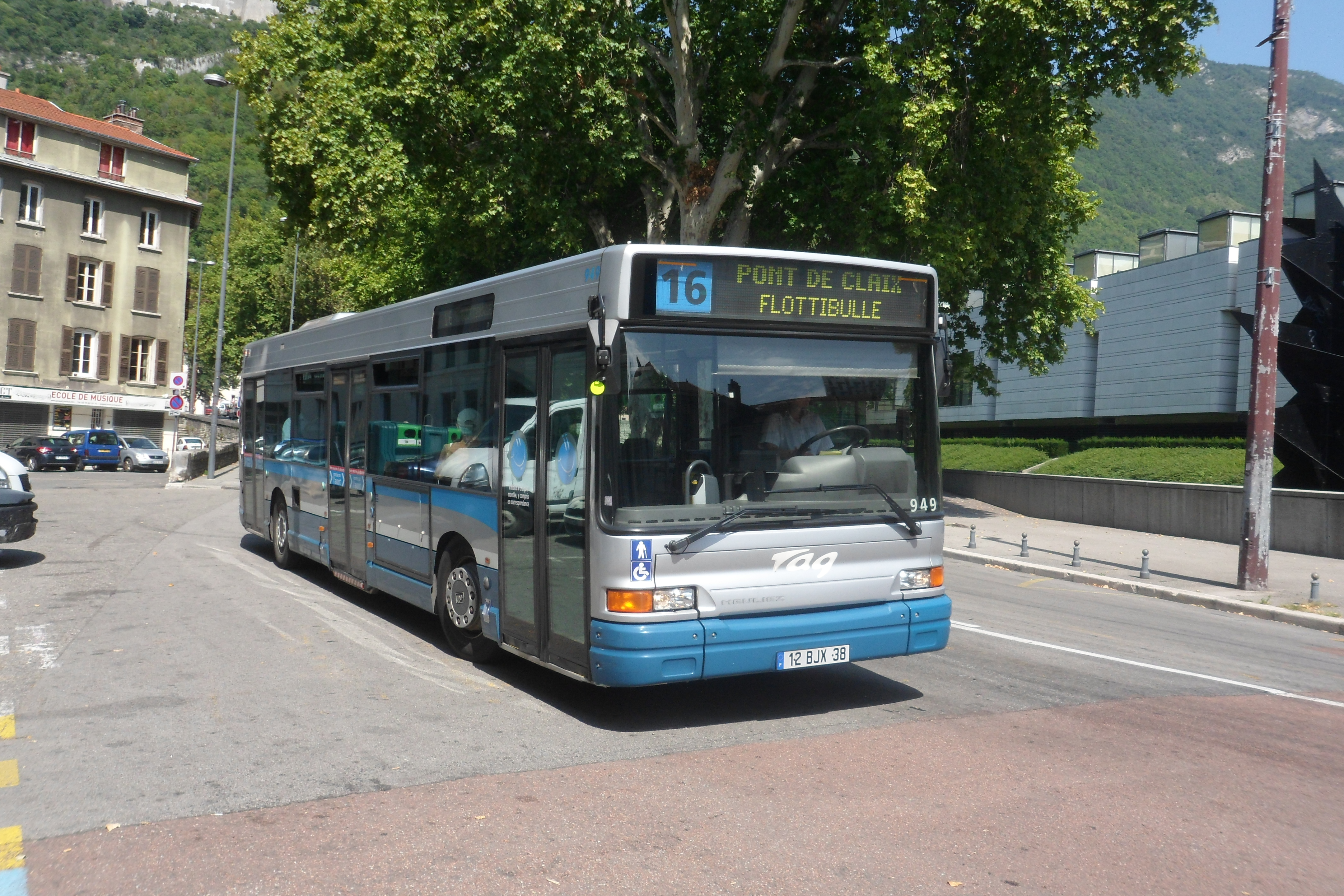
Un Heuliez GX 317.
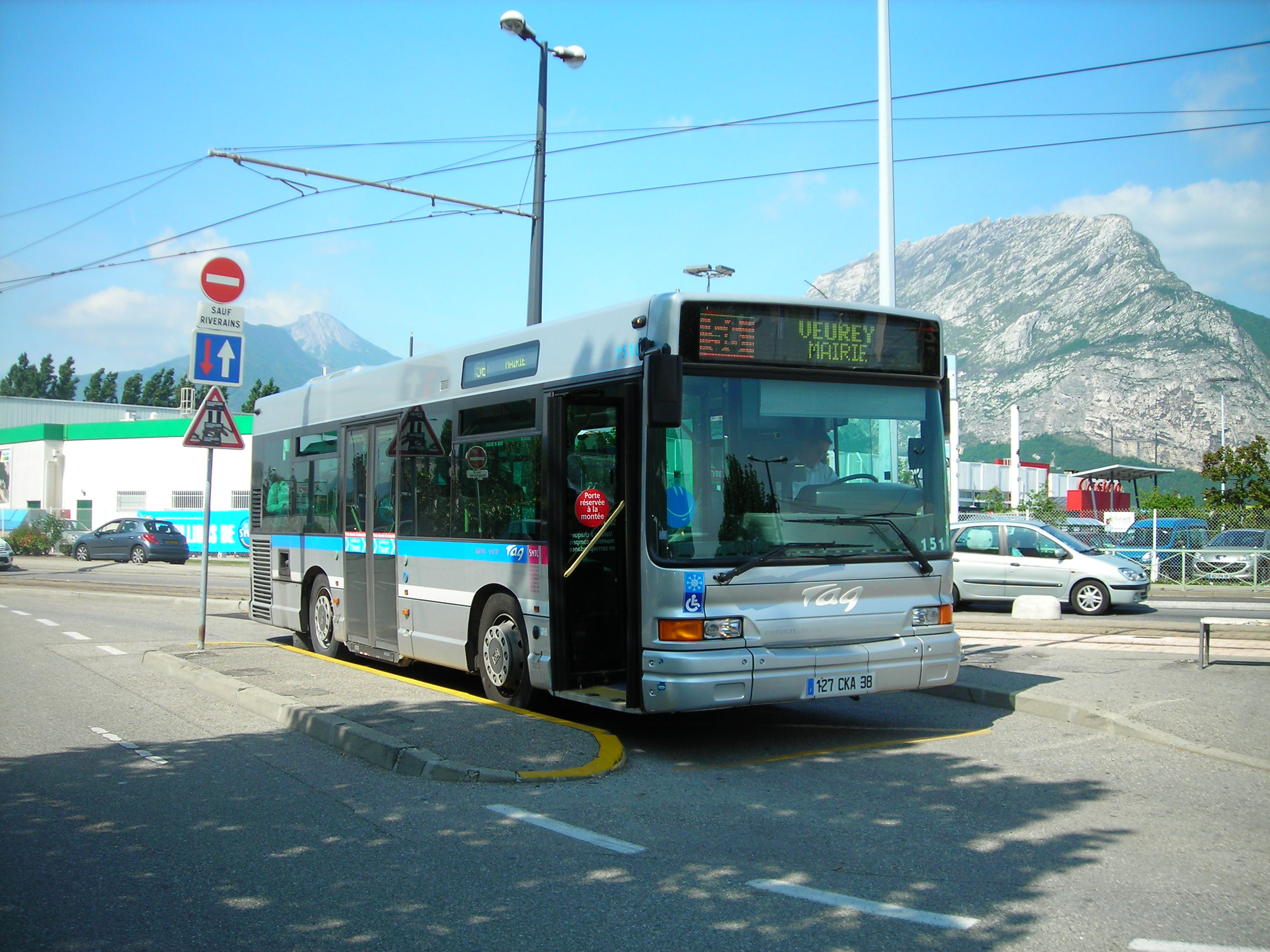
Un Heuliez GX 117.
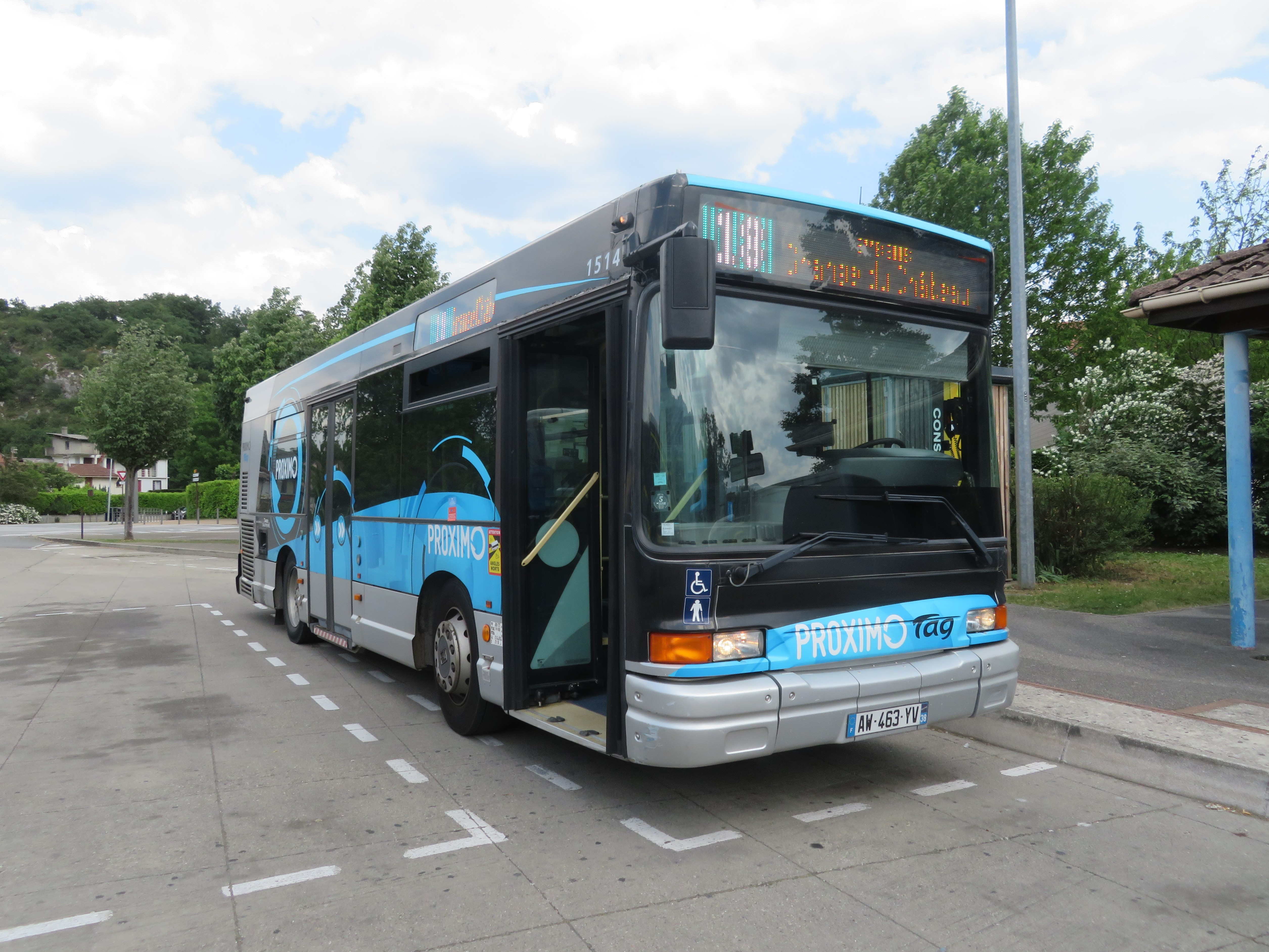
Un Heuliez GX 117 sur la ligne 21.
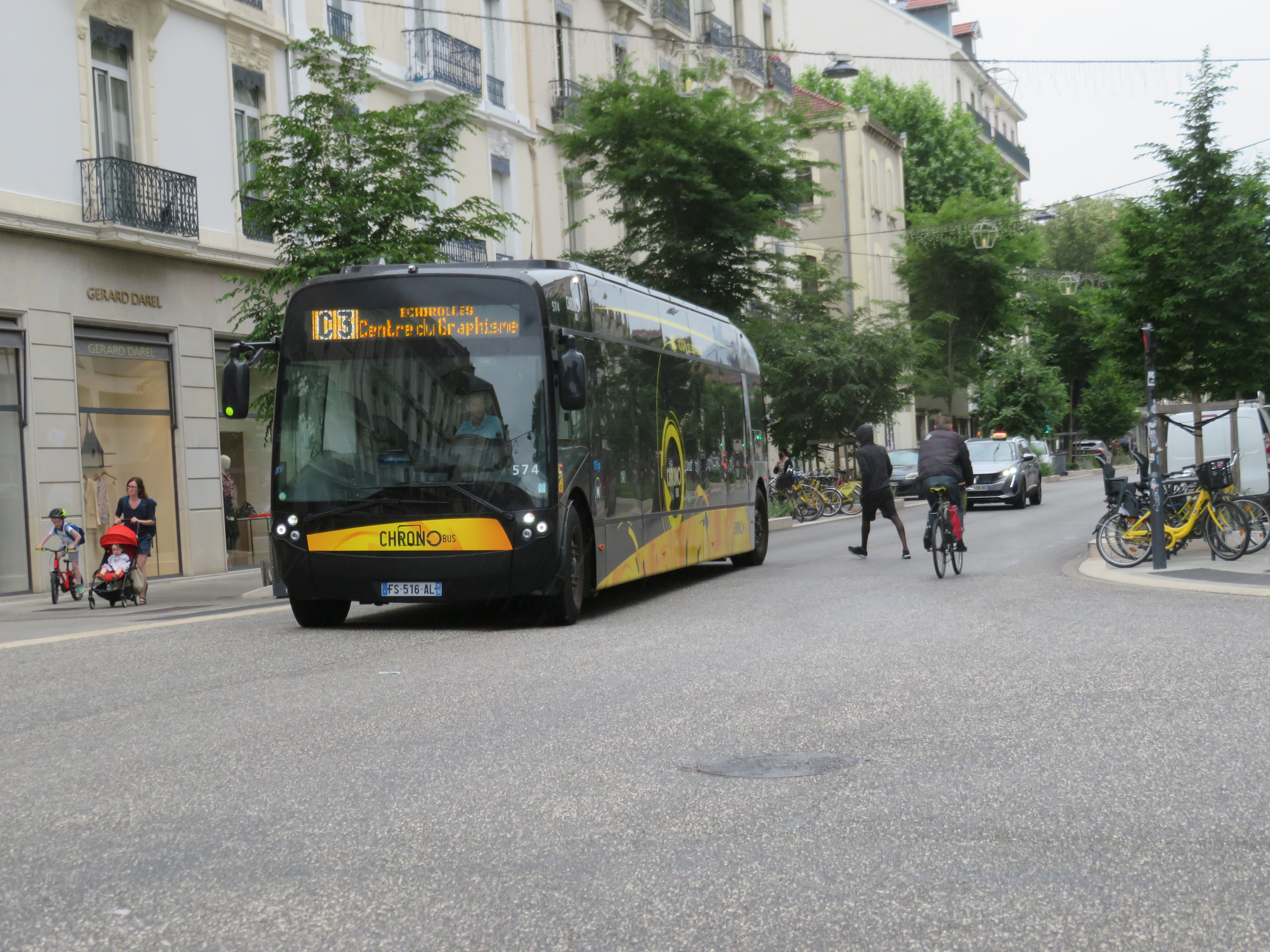
Un Alstom Aptis sur la ligne C3.
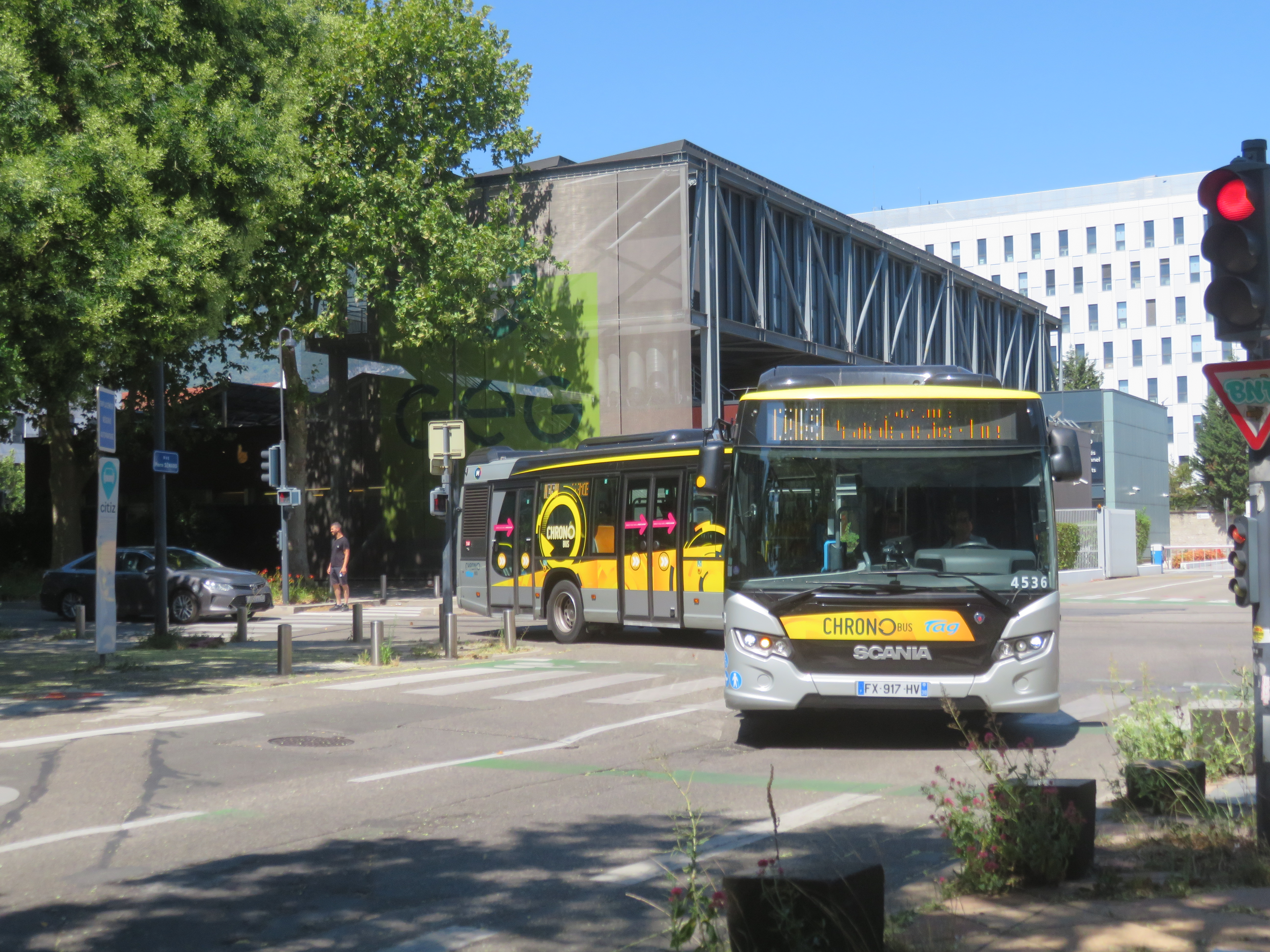
Un Scania Citywide LFA GNV sur la ligne C5.

### Tarification et titres de transport

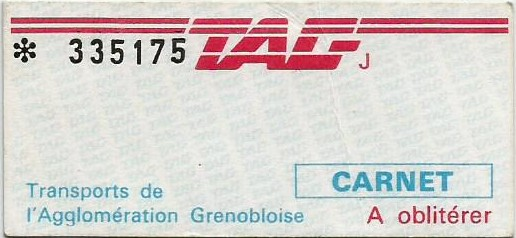
Ticket TAG des années 1980-1990.

Depuis 2005, la TAG utilise le système de carte à puce régionale OùRA! en complément de sa billettique papier. Cette carte à puce, qui permet de charger un ou plusieurs titres de transport sur un seul support, a depuis été généralisée à l'ensemble de réseau TER Auvergne-Rhône-Alpes et à d'autres réseaux urbains (STAS, TCL...) ou interurbains (Cars Région Isère...).
Un titre de transport (sous forme de ticket QR Code ou carte à puce) permettait de voyager pendant une heure sur l'ensemble du réseau après l'avoir validé une première fois sur un valideur placé sur le quai d'une station de tramway ou à bord d'un bus.
Les tarifs des titres et abonnements TAG étaient établis par le SMTC et la SPL M Tag.

### Fréquentation
La fréquentation du réseau avais augmenté de 16,8% entre 2007 et 2017. Cette hausse n'avais pas été uniforme. En effet, le réseau a connu une baisse du nombre de voyages en 2009, 2010, 2012, ainsi qu'en 2017. L'objectif du contrat de délégation de service public 2013-2020 est de porter la fréquentation annuelle du réseau TAG à 100 millions de voyages en 2020.
| Année                                  | 2000 | 2006 | 2007   | 2008   | 2009   | 2010   | 2011   | 2012   | 2013   | 2014   | 2015   | 2016   | 2017   | 2018   | 2019   |
| Nombre de voyages annuel (en millions) | 56   | 71,6 | 74,258 | 76,580 | 75,650 | 73,198 | 77,213 | 76,947 | 77,600 | 81,349 | 85,667 | 87,700 | 86,743 | 87,117 | 89,238 |

## Intermodalité

### Mvélo+
Mvélo+ (anciennement Métrovélo) est le système de location et de consigne vélo de la métropole mis en service en 2004. Un abonnement annuel TAG donnait droit à 20h de location offertes aux MvéloBox.

### Lignes Cars Région
L'ensemble des lignes Cars Région Express et Cars Région Isère étaient accessibles dans le périmètre de Grenoble-Alpes Métropole avec un abonnement TAG sur carte OùRA. De plus une dizaine d'entre elles sont accessibles avec l'ensemble des titres de Transports TAG. Inversement, l'ensemble des lignes du réseau TAG étaient accessibles avec un abonnement Cars Région Isère incluant la zone A (agglomération grenobloise).

### Citiz
Il existait des réductions pour un l'achat combiné d'un abonnement TAG et d'un abonnement d'autopartage.

### Lignes TER
Avec un titre TAG validé (hors ticket à l'unité), les voyages sur le réseau TER à l'intérieur de la métropole étaient autorisés.
Un abonnement combiné "TER+TAG" existait aussi, permettant de cumuler un abonnement TAG et un abonnement TER Auvergne-Rhône-Alpes à un prix réduit. Pour compléter cette offre, un abonnement combiné "TER+TAG+TCL" permettait de cumuler, en plus des deux abonnements précédents, un abonnement TCL.
| Ligne | depuis                 | Terminus zone Grenoble-Alpes Métropole | Gares desservies                                                                                        | Terminus zone Grenoble-Alpes Métropole               | vers                                |
| ----- | ---------------------- | -------------------------------------- | --- | ---------------------------------------------------- | ----------------------------------- |
| 2     | Valence                | Grenoble A B C1 C5 26 - Cars Région    | - | Grenoble-Universités-Gières B 14 23 59 - Cars Région | Annecy ou Genève                    |
| 61    | Saint-Marcellin        | Saint-Égrève 22 51 54 63 - P+R         | Grenoble A B C1 C5 26 - Cars Région Échirolles A - P+R                                                  | Grenoble-Universités-Gières B 14 23 59 - Cars Région |                                     |
| 62-60 | St-André-le-Gaz, Rives | Grenoble A B C1 C5 26 - Cars Région    | Échirolles A - P+R                                                                                      | Grenoble-Universités-Gières B 14 23 59 - Cars Région | Chambéry                            |
| 63    | -                      | Grenoble A B C1 C5 26 - Cars Région    | Pont-de-Claix C2 25 - P+R - Cars Région Jarrie-Vizille 70 71 - Cars Région Saint-Georges-de-Commiers 26 | Vif 26                                               | Clelles-Mens, Veynes - Dévoluy, Gap |

### Parc relais
En décembre 2019, on dénombrait 22 parcs relais (P+R) proposant 3 201 places de stationnement en entrées d’agglomération afin de faciliter l’intermodalité. Depuis l'automne 2014, les parkings-relais étaient accessibles de 4 h 30 à 1 h 30, et gratuits pour les voyageurs munis d'un titre TAG validé. Les tickets et abonnements utilisés pour les voyages sur les lignes TAG servent également à récupérer la voiture et sortir du parking. Le dernier parking mis en service était celui jouxtant le terminus de la ligne A du tramway à Pont-de-Claix en décembre 2019 et qui comprend également 120 places pour les vélos.

## Exploitants et dépôts
Certaines lignes étaient partagées entre plusieurs dépôts et/ou sous-traitants. Les lignes 63, 71 et 72 ainsi que les services à la demande des lignes régulières n'ont pas d'exploitant fixe.
| Exploitant                        | Dépôt          | Lignes                                                |
| --------------------------------- | -------------- | ----------------------------------------------------- |
| M TAG                             | Eybens         | A C2 C3 C4 12 13                                      |
| M TAG                             | Gières         | B C D E                                               |
| M TAG                             | Sassenage      | C1 C5 C6 C7 16 19 20 22                               |
| Philibert                         | Échirolles     | 40 41 42 49 50 59                                     |
| Perraud Voyages                   | Pont-de-Claix  | 21 46 47 48 49 55 64                                  |
| Perraud Voyages                   | Champ-sur-Drac | 70                                                    |
| Keolis Porte des Alpes & Grindler | Vif            | 23 25 44 45 65 66 67 68 73                            |
| VFD                               | Saint-Égrève   | 51 54 55 56 60 61 62                                  |
| VFD                               | Crolles        | 14 15                                                 |
| Groupement Perraud, Faure Vercors | Champ-sur-Drac | 26                                                    |
| Sans exploitant fixe              | —              | 63 71 72 + services sur réservation des autres lignes |

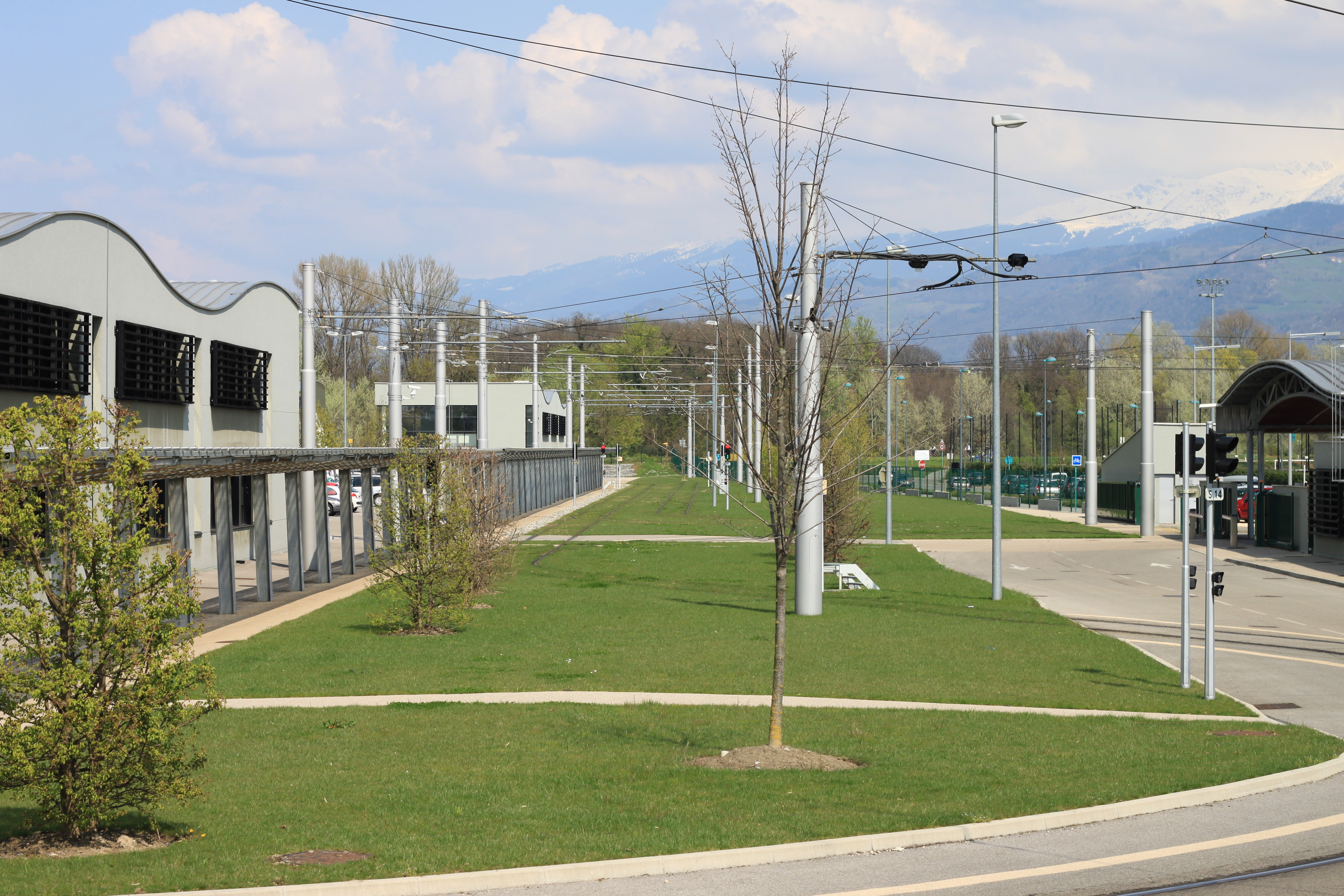
Dépôt de Gières.
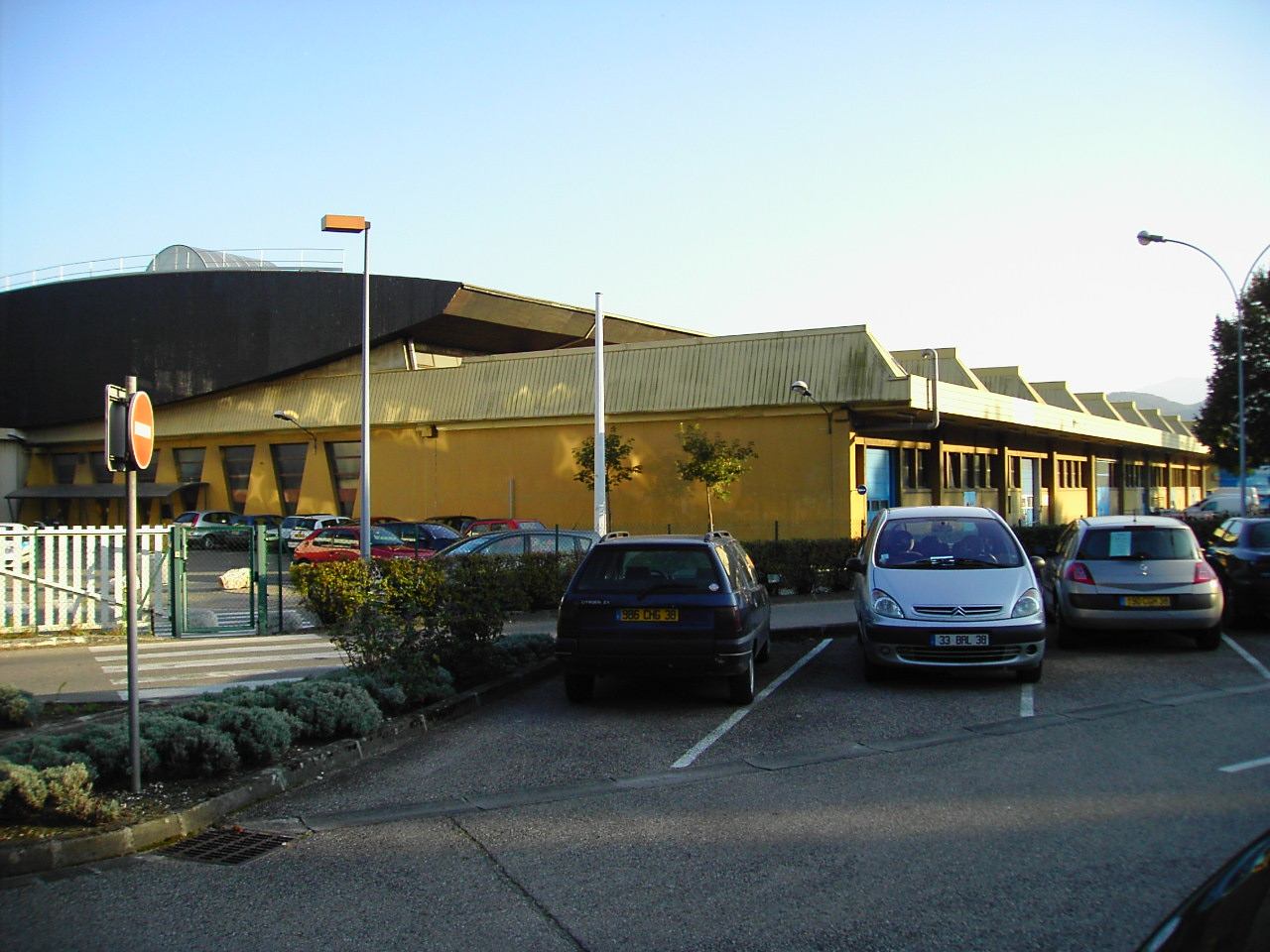
Dépôt d'Eybens.
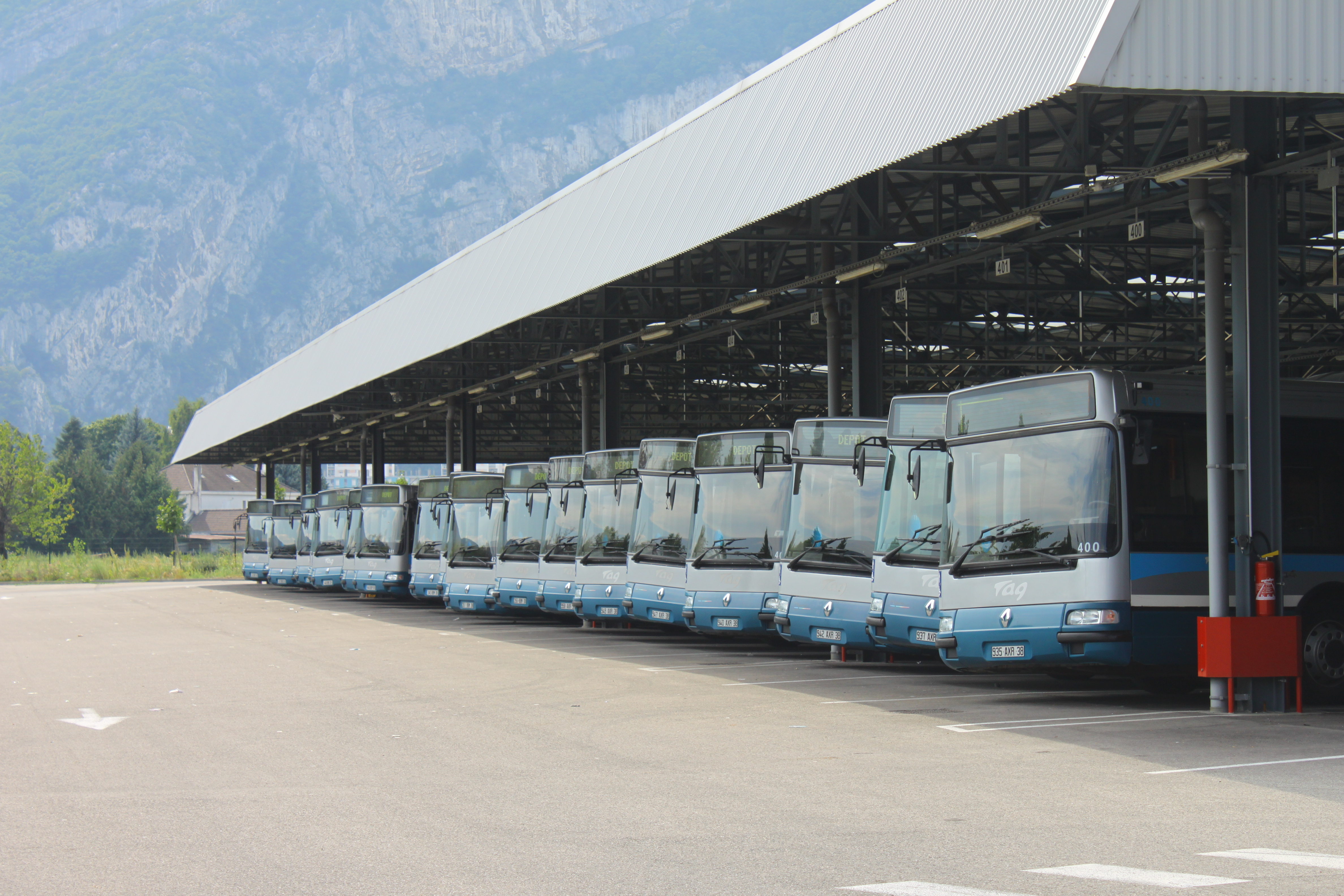
Dépôt de Sassenage.

## Logo du réseau

Logo de 2002 à 2014
Logo depuis 2014.

## Logo de l'agence de mobilité

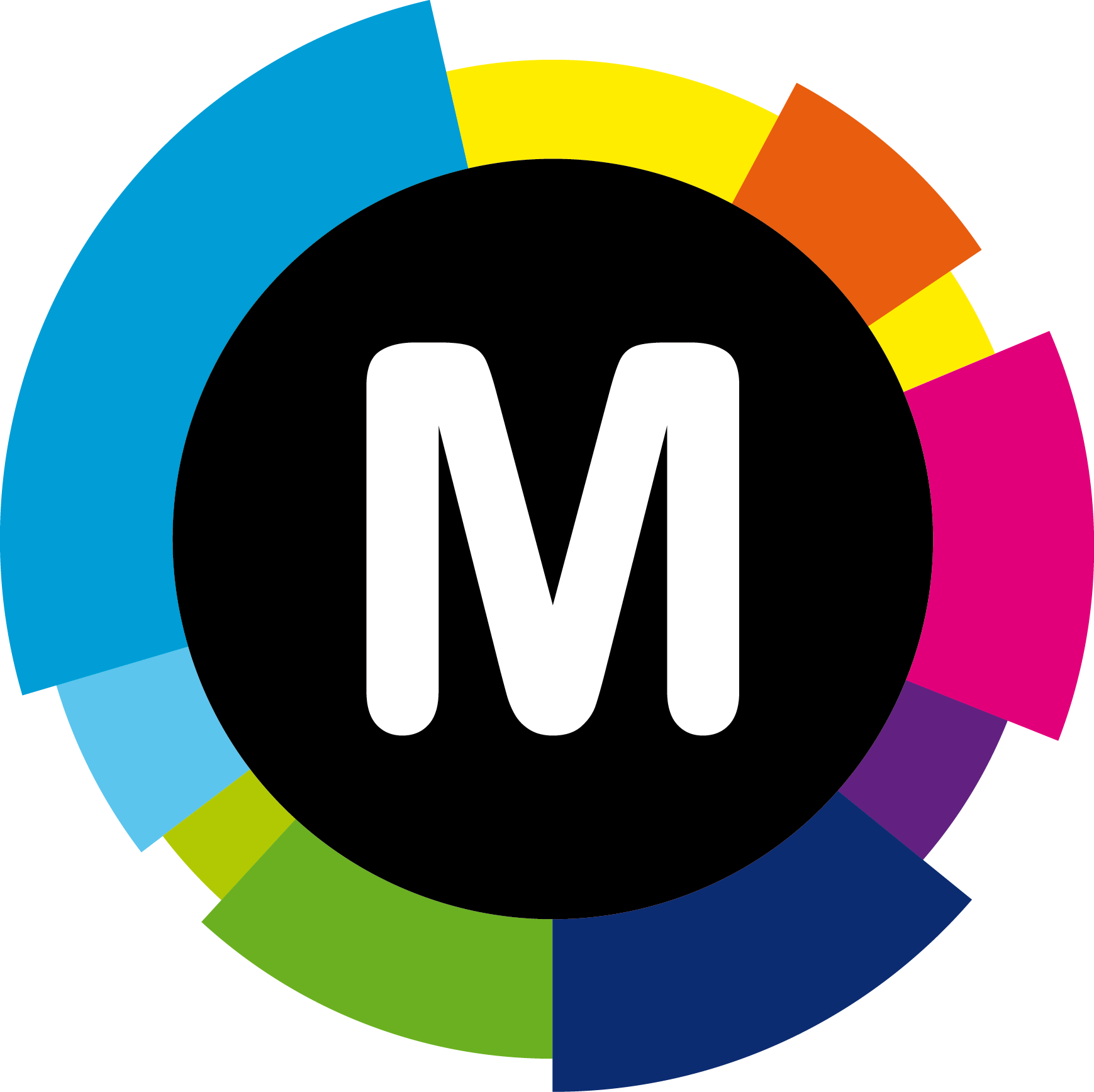
Depuis la création jusqu'en 2021